# Tyto riveroi
Chouette effraie de Rivero
Espèce
Tyto riveroi, communément appelé la Chouette effraie de Rivero, est une espèce éteinte de chouettes effraies. C'est la plus grande de toutes les chouettes effraies connues, et peut-être même de toutes les chouettes connues vivant aujourd'hui. On pense que sa taille approchait de celle d'un autre hibou gigantesque éteint, Ornimegalonyx.

## Systématique
En 2015, Suárez et Olson ont rétrogradé Tyto riveroi en tant que synonyme junior de Tyto pollens.